# Haruna Asami
Haruna Asami (jap. 浅見八瑠奈, Asami Haruna; * 12. April 1988) ist eine ehemalige japanische Judoka, die 2010 und 2011 Weltmeisterin sowie 2013 und 2015 Weltmeisterschaftszweite war.

## Sportliche Karriere
Haruna Asami trat im Superleichtgewicht an, der Gewichtsklasse bis 48 Kilogramm. Sie gewann 2009 die Weltcup-Turniere in Sofia und Wien. Bei der Universiade in Belgrad bezwang sie im Finale die Mongolin Mönchbatyn Urantsetseg. Im Jahr darauf bezwang sie bei den Weltmeisterschaften 2010 in Tokio im Viertelfinale die Portugiesin Leandra Freitas und im Halbfinale die Rumänin Alina Alexandra Dumitru. Im Finale gewann sie gegen die Titelverteidigerin Tomoko Fukumi. 2011 gewann Asami das Grand-Slam-Turnier in Paris und den Grand Slam in Rio de Janeiro. Bei den Weltmeisterschaften 2011 in Paris bezwang sie im Viertelfinale die Chinesin Wu Shugen und im Halbfinale die Brasilianerin Sarah Menezes. Im Finale trafen wie im Vorjahr die beiden Japanerinnen aufeinander und erneut siegte Asami. Ein Vierteljahr nach den Weltmeisterschaften trafen die beiden auch im Finale des Grand-Slam-Turniers in Tokio aufeinander, nach drei Turniersiegen von Tomoko Fukumi gewann diesmal Asami. Die Saison 2012 verpasste Haruna Asami weitgehend, bei den Olympischen Spielen in London trat Fukumi für Japan an.
Ende 2012 gewann Asami den Grand Slam in Tokio, Anfang 2013 gewann sie auch das Turnier in Paris. Bei den Weltmeisterschaften 2013 in Rio de Janeiro erreichte Asami mit einem Viertelfinalsieg über die Kubanerin Dayaris Mestre Álvarez und einem Halbfinalsieg über die Belgierin Charline Van Snick das Finale, diesmal unterlag sie der Mongolin Mönchbatyn Urantsetseg. 2014 trat Asami wie 2012 kaum in Erscheinung, am Jahresende unterlag sie im Finale des Grand-Slam-Turniers von Tokio ihrer Landsfrau Ami Kondo. 2015 gewann Asami bei den Asienmeisterschaften in Kuwait, wobei sie im Finale Mönchbatyn Urantsetseg bezwang. Bei den Weltmeisterschaften 2015 in Astana bezwang sie die Mongolin bereits im Achtelfinale. Im Viertelfinale siegte sie gegen die Ukrainerin Maryna Tschernjak und im Halbfinale gegen die Brasilianerin Nathalia Brigida, im Finale unterlag sie der Argentinierin Paula Pareto. Ende 2015 verlor Asami das Finale beim Grand Slam in Tokio gegen Ami Kondo. 2016 endete Asamis Karriere ohne Olympiateilnahme, bei den Olympischen Spielen in Rio de Janeiro trat Ami Kondo für Japan an.